# Doprava v Ománu

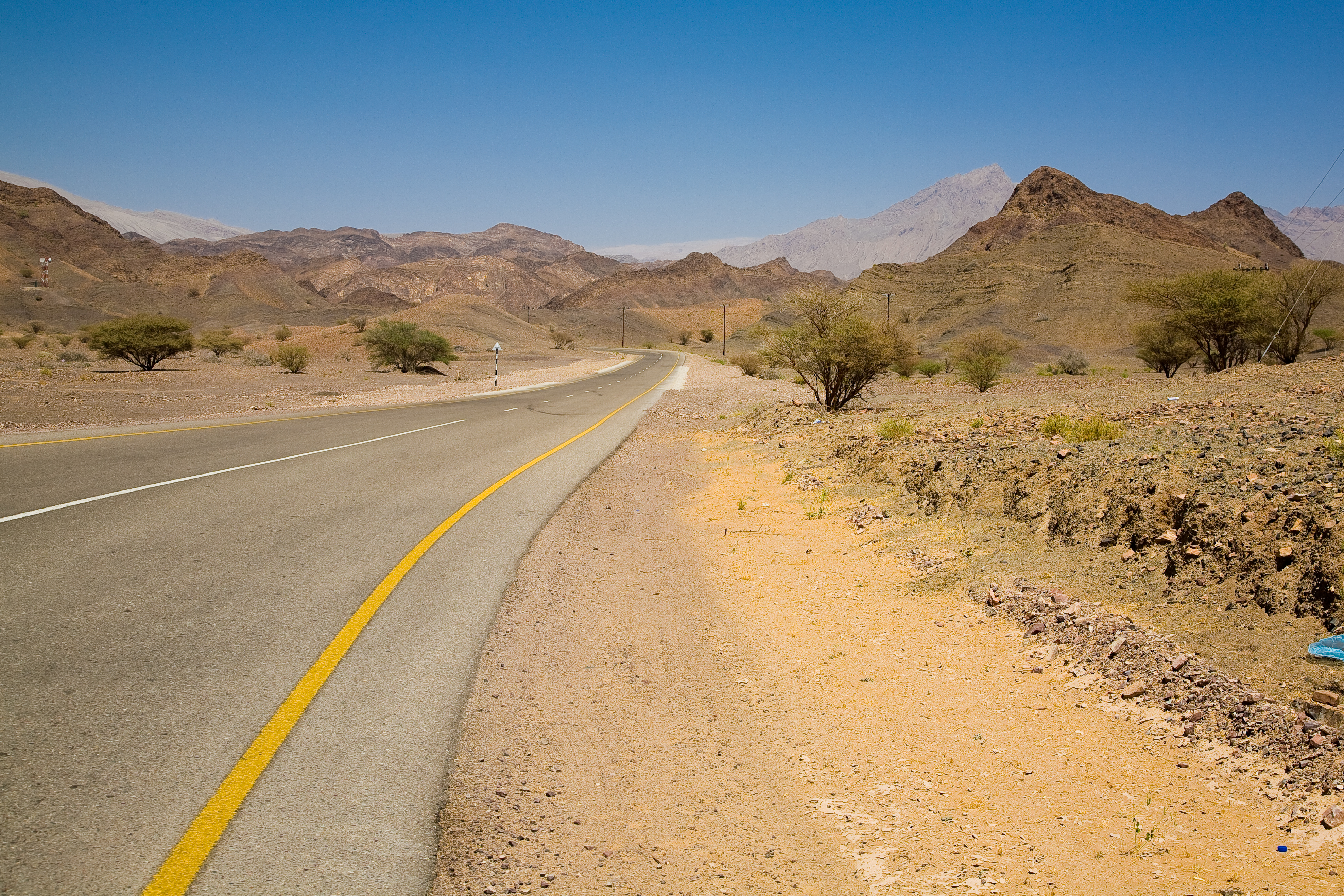
Silnice při východním pobřeží země

Tento článek pojednává o dopravě v Ománu.

## Silniční doprava
Silniční doprava patří k rozvinutějším způsobům dopravy v zemi a silniční komunikace propojují zdejší vesnice a města. Jezdí se vpravo. Hlavní komunikace se nacházejí mezi hlavním městem Maskat a Suhárem a mezi Maskatem a Salálou, jež leží v nejjižnějším regionu země – Dafáru. Kvalita silnic na těchto komunikacích dosahuje nejvyšší úrovně v zemi. Celková délka vozovek činí 68 467 kilometrů. Nezpevněné vozovky tvoří 30 207 kilometrů a zpevněné 23 223 kilometrů, z čehož 1 384 kilometrů spadá na dálnice.
Rozšíření veřejných dopravních prostředků není tak velké jako v Evropě. Městské autobusy jsou často používány, obzvláště africkými a asijskými přistěhovalci. Dálkové autobusy jezdí na několika trasách. Ománské státní dopravní podniky zajišťují každodenní linku do Dubaje v sousedních Spojených arabských emirátech.

## Železniční doprava
V zemi neexistují železniční dráhy, ale plánuje se jejich výstavba. Ta by měla začít v průběhu několika let v oblasti al-Batína mezi průmyslovým městem Suhár, městem Barka a Maskatem. Železniční trať by měla dosahovat délky více než 200 kilometrů a zpočátku by ji využívaly jen nákladní vlaky. V plánu jsou také možnosti případného rozšíření – trati o délce 520 kilometrů od Maskatu směrem na jih, do přímořského města Dakm v regionu al-Wusta a trati mezi Suhárem a al-Ajnem (Spojené arabské emiráty) o délce 150 kilometrů.

## Vodní doprava
Nejvýznamnějšími přístavními terminály jsou Miná Kábús, Salála a Suhár. Obchodní loďstvo se skládá z jednoho chemického tankeru, cestovní lodi a dvou univerzálních lodí, které se dají využít jak jako cestovní, tak jako nákladní.

## Letecká doprava
Mezinárodním letištěm v Ománu je Maskatské letiště. Leteckou přepravu uvnitř země i mezinárodně poskytují národní letecké společnosti Oman Air a Gulf Air. Druhou jmenovanou aerolinii vlastní vlády Abú Dhabí, Bahrajnu, Kataru a právě Ománu. Oman Air provozuje časté vnitrostátní lety do Salály a Chasabu.
V celé zemi se celkem nachází 130 letišť, z toho pouze 11 disponuje dlážděnou přistávací dráhou. Na území Ománu jsou též i tři heliporty.

## Ropovody a plynovody
Celková délka ropovodů se rovná 3 558 kilometrům a délka plynovodů 4 209 kilometrům (2009).